# Imágó

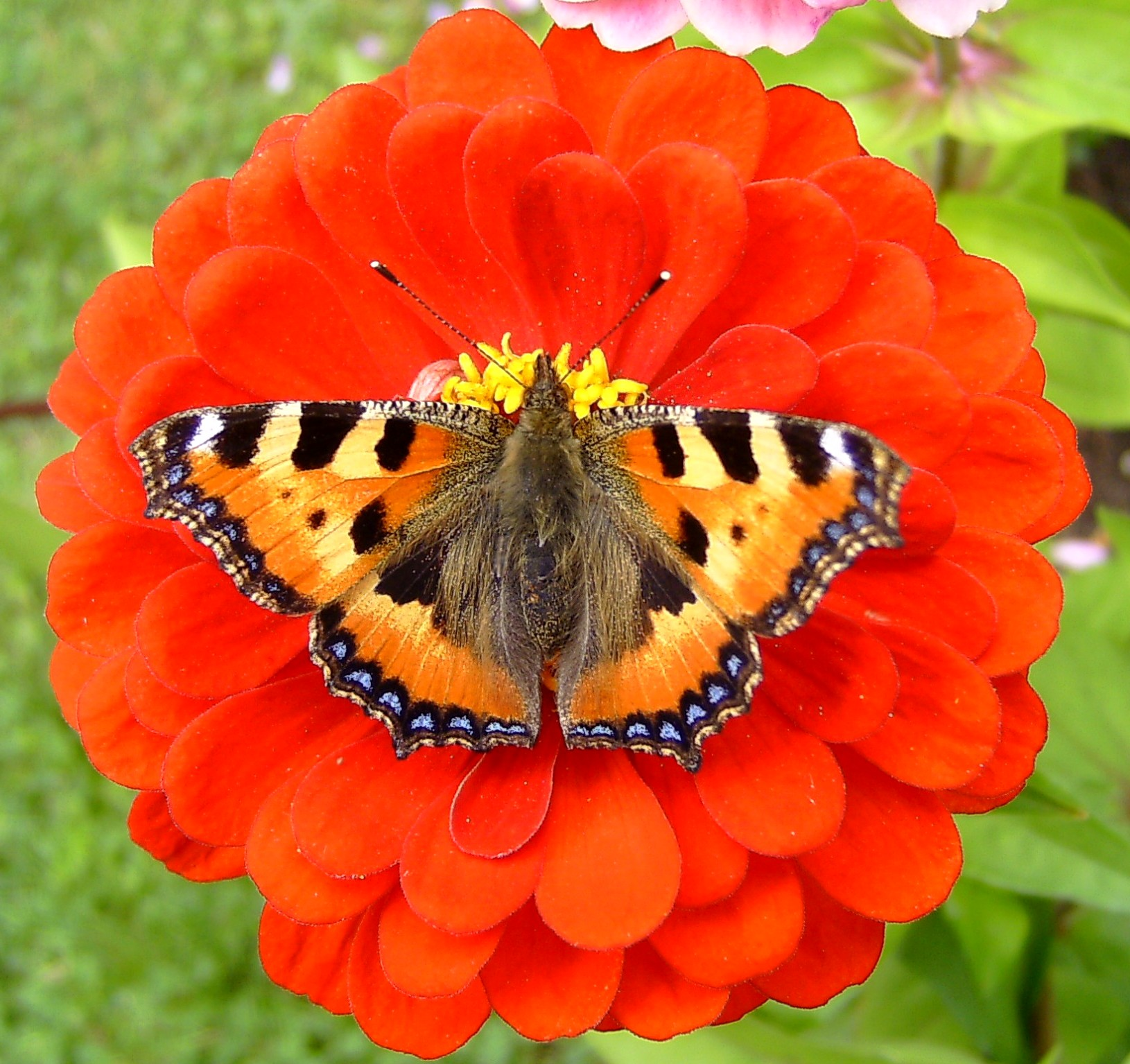
A kis rókalepke (Aglais urticae) teljes átalakulással kifejlődött imágója

Az ivarérett imágó létrejötte a holometamorfózis és a hemimetamorfózis folyamata során

A biológiában imágó a kifejlett ivarérett szárnyas rovar neve. A rovarok utolsó fejlődési fázisának: a bábból való kibújás utáni szakasz a teljes átalakulás (holometamorfózis, pete-lárva-báb-imágó/kifejlett rovar) esetén, illetve az utolsó vedlés utáni szakasz a tökéletlen-, fél- vagy részleges átalakulásnál (hemimetamorfózis).
A kérészek (Ephemeroptera) rendjében előfordul a szubimágó állapot is.  Ebből a nimfa stádiumból fejlődik ki a szaporodóképes, szárnyas imágó. Ebben a stádiumban a rovaroknak már teljesen kifejlett szárnyaik vannak, de még nem ivarérettek. Csak egy újabb vedlés után válnak ivarérett, felnőtt imágóvá.